# AB Svensk Torvförädling
AB Svensk Torvförädling var ett svenskt statligt företag som bildades 1939 för att producera torvbriketter för bränsle och för att genom forskning och utveckling rationalisera användningen av torv i landet. Företaget började så småningom även producera odlingstorv och övergick i annat ägande under 1980-talet.

## Bakgrund - torvfrågan under det tidiga 1900-talet
Statens, industrins och allmänhetens intresse för torv och torvbrytning har i hög grad gått i vågor under 1900-talet. Sveriges energisystem var under århundradets inledande decennier baserat på stenkol och vedeldning. Trots viss brytning av stenkol i Skåne var beroendet av importerat bränsle avsevärt. Intresset för ett inhemskt bränsle ökades bland annat då kolpriserna steg, t ex i samband med boerkriget 1899-1902. Torven ansågs, behandlad på rätt sätt, uppvisa samma egenskaper som stenkol fast sämre, och fanns i stor mängd i Sverige.
Svenska Mosskulturföreningen, som bildades redan 1886, kom kring sekelskiftet att ägna större uppmärksamhet åt torvfrågorna. 1901 inrättade staten en särskild torvingenjör, och året därpå grundades torvskolan i Emmaljunga, med syfte att utbilda instruktörer och förmän för bränntorvs- och torvströfabriker.
Det fanns dock flera problem med användandet av torven som bränsle; dels svårigheterna att torka den effektivt och det stora väderberoendet, dels att den hade ganska lågt brännvärde i förhållande till sin volym (i snitt halva mot stenkol), dels att upptagningen av den var ett personalkrävande arbete som var svårt att få lönsamt. Olika försök bedrevs med kolning av torv i mila, destillering till torvgas eller torvsprit, torvpulverframställning och våtkolning av torv.
Efter första världskriget fick Sveriges geologiska undersökning (SGU) medel för en systematisk inventering av rikets torvtillgångar och alla torvmarker som låg inom fem kilometer från en järnväg (och därmed skulle gå att exploatera till lägre pris) kartlades. Staten försökte också minska sin egen konsumtion av stenkol för att medverka till att lindra bristen – under kriget och fram till 1920 bland annat genom att försöka driva tågen med en stor andel torv. Statens järnvägar drev själv flera bränntorvanläggningar.
På 1920-talet dalade dock hela intresset för torvfrågan. Det blev helt enkelt aldrig tillräckligt lönsamt. Dessutom sjönk stenkolspriserna igen efter kriget. Staten upphörde nästan helt att engagera sig i frågorna och torvskolan, som sedermera flyttat till Markaryd, lades ner 1922.

## AB Svensk Torvförädlings bildande
1937 fick Ingenjörsvetenskapsakademien (IVA) i uppdrag av regeringen att tillsammans med Rikskommissionen för ekonomisk försvarsberedskap undersöka möjligheterna att inom landet framställa flytande motorbränslen. Den för ändamålet bildade kommittén konstaterade att torven kunde utgöra en råvara för detta, förutsatt att det fanns tillgång till stora kvantiteter billig och torr torv.
De torvupptagningsmetoder som tidigare användes i Sverige ansågs inte tillräckliga utan man studerade bland annat den s.k. fräsmetoden som användes i Ryssland, Danmark och Estland. Somrarna 1938 och 1939 utförde IVA försök med denna metod, och kom fram till lovande men oklara resultat. En underdånig framställning ingavs om att en statlig anläggning i stor skala skulle byggas för att dels bedriva forskning och experimentverksamhet och dels framställa torvbränsle i stor mängd.
1939 års urtima riksdag anvisade 5 miljoner kronor till det statliga torvbolaget AB Svensk Torvförädling. Bolaget bildades dagen före julafton 1939. Avsikten var att långsiktigt arbeta för att finna lämpliga metoder, men samtidigt som IVA lämnade sin underdåniga skrivelse bröt andra världskriget ut och bolagets verksamhet blev plötsligt än mer angelägen och brådskande.
Store Mosse i Sösdala valdes som plats åt det nystartade bolaget därför att den till stor del ägdes av svenska staten, var ganska väl utdikad och hade en något så när god torvkvalitet, som var representativ för många svenska mossar. Enligt en på flera ställen återberättad historia ska också dåvarande handelsministern Per Edvin Skölds egen relation till området ha spelat in. Sköld sade: ”Jag ser att ni har med Store Mosse i Sösdala bland Edra olika förslag till placering av denna torvindustri. Den mossen känner jag väl till. Den tar vi”.
Bolagets första direktör blev Erik Kåreby (1907-1999). 1946 efterträddes han av Olle Uddgren (1916-2003).

## Frästorvbrytning på Store Mosse
Vid förberedelserna på mossen avlägsnades alla träd och buskar, vegetationen brändes och dikning utfördes dels för hand och dels med hjälp av dikningsmaskin. 1945 hade mossen 20 mil diken. Dikningen gjordes för frästorvtillverkning enligt två olika system: det danska Kaas-systemet, med små traktorer och små fält, och det engelska Peco-systemet, med stora maskiner på långa fält. Dikningsarbetet skedde kontinuerligt för att dika nya områden och fördjupa befintliga diken. I mitten av femtiotalet inköptes två dikningsmaskiner från Sovjetunionen.
Fräsningen gick till väga så att en fräsförsedd traktor körde enligt ett visst system och fräste upp hela mossytan till ett djup av ungefär en centimeter. För att påskynda torkningen användes enkla vändare för att vända pulvret en eller flera gånger. Sedan det torkat skrapades det ihop och upplades i stackar i väntan på intransportering mot brikettfabriken med lok och tippvagnar.
Kaas-fräsarna var anpassade för den danska välhumifierade torven och en väldränerad mosse och stötte på stora problem på Store mosse, varför flera modifieringar konstruerades. Även skraporna utvecklades efterhand.
Peco-metoden hade nackdelen att den krävde stora ytor utan uppstickande öar och dylikt. Dessa fält, med längd på 1-2 kilometer, placerades därför på mossens centrala del, där torvkvaliteten och dräneringsförhållandena var sämre. Syftet med de stora fälten och maskinerna var att spara in på personal. En fräs körde fem enkla turer på varje fält varefter pulvret torkades, skrapades till en driva mitt på varje fält och sedan med hjälp av transportörer flyttades till upplagsstacken. Trots nackdelarna menade Olle Uddgren i en tillbakablick 1974 att detta var den mest effektiva metoden. Dock behövde man även använda Kaas-metoden, som alltså innebar arbete på mindre fält med små traktorer, för att nyttja hela mossen med dess oregelbundna former.
Problemen på mossen var bland annat förekomsten av större stubbar på olika nivå i mossen. För att undanröja dessa användes antingen en stubbfräs eller en grävmaskin med särskild krokanordning. Verksamheten under de tidiga åren beskrivs utförligt i bolagets publikation "Svensk bränntorvindustri 1940-1946” som gavs ut 1948.

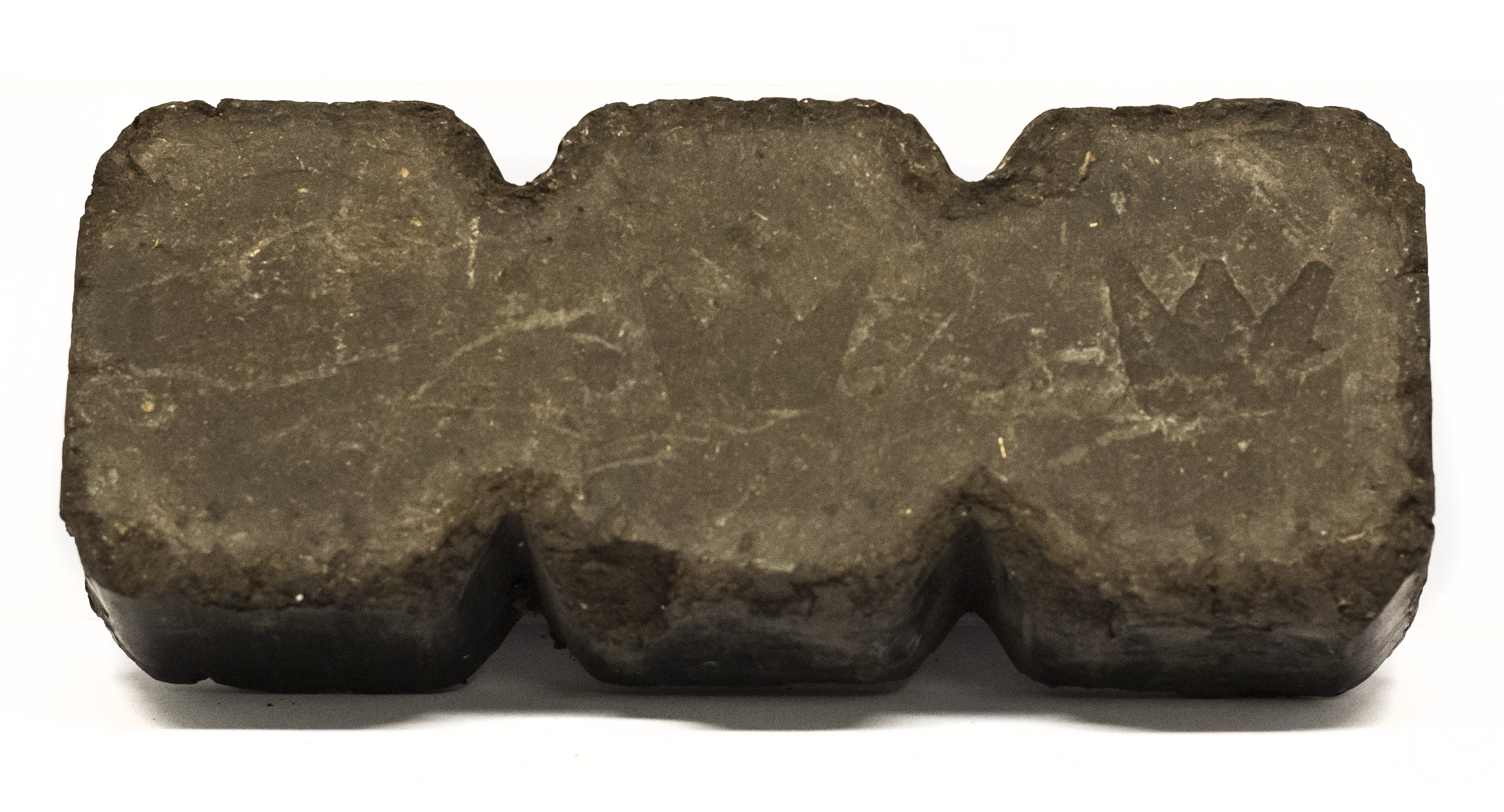
Torvbrikett från AB Svensk Torvförädling

## Brikettfabriken
Vid fabriksanläggningen fanns en blandningslada, där frästorv av olika kvaliteter och vattenhalt blandades för att råmaterialet till fabriken skulle bli så likartat som möjligt. Blandningsladan utgjorde också ett förråd så att fabriken kunde köras dygnet runt medan inkörning enbart behövde ske vid dagsljus. 1951 byggdes en ny blandningslada där arbetet var helmekaniserat.
Vid intransport i fabriken siktades frästorven och det frånsiktade grovmaterialet användes som ångpannebränsle. Därefter transporterades pulvret till Peco-torken, byggd med fem torkcylindrar, genom vilka torven fraktades tillsammans med kalluft från fläktar på sin väg mot brikettpressen. Luften cirkulerade i ett slutet system och då den blivit varm och fuktig efter kontakten med torven gick den till en så kallad skrubber, där den mötte strilande vatten för att kylas ner. Det uppvärmda skrubbervattnet i sin tur pumpades i ett slutet system genom en värmeväxlare i vilken varmvatten bereddes för torktornen i andra steget.
Brikettpressarna i fabriken var vanliga brunkolspressar, tre till antalet. Inget bindemedel användes, men det var viktigt att torven hade rätt fuktighetshalt och temperatur vid pressningen. Briketterna var inte speciellt tåliga mot fukt och lämpade sig inte för kolning, men fungerade som bränsle i spisar och kaminer, där de kunde hålla glöden en hel natt om de antänts på rätt sätt.
Pressningen minskade torvmassans volym till 1/20 av vad som fylldes i pressverktyget och en del ämnen i torven omvandlades under processen, så att briketten fick en blank och sammanhållande yta, på vilken bolagets varumärke med tre kronor pressades in (de kom också att kallas ”kronbriketter”).
Tillverkningen fungerade bäst med välhumifierad torv och den brännande frågan blev därför återkommande hur torven kunde torkas mest effektivt, vilket skulle leda till den omfattande forskningen om våtkolning.
Fabriken hade omfattande problem med att köra på sin maxkapacitet eftersom tillgången på frästorv begränsade produktionen. Det hade delvis att göra med att Store Mosse inte riktigt levererade så bra och så mycket torv som hade behövts. Efterhand levererades även torv från andra mossar i närheten av fabriken.
Ett problem under krigsåren var tillgången på bränsle för traktorerna, gengasdriften fungerade inte tillfredsställande. Den utgjorde också en risk för brand vid körning på den torra mossen. Även bristen på arbetare, särskilt utbildade traktorförare och reparatörer, var betydande. Periodvis under kriget anställdes utländska flyktingar, men personalomsättningen var hög såväl bland dessa som bland de svenska arbetarna och tjänstemännen. Bostadsförhållandena var också dåliga, varför en del bostäder uppfördes inne i Sösdala samhälle tillsammans med Sösdala Bostadsaktiebolag, och olika försök med boende i baracker gjordes.
I en redogörelse för verksamheten 1944-1945 noteras att bolaget anställt diplomingenjören Vladimir Tönisberg, som varit chef för den estländska torvbrikettfabriken i Tootsi. Den fungerade i det närmaste likadant som Sösdalafabriken, men hade större produktion och brottades – enligt redogörelsen – inte med lika stora problem, en faktor antas vara att torvkvaliteten på Store Mosse var sämre.
Likaså anställdes den förra chefen för Lettlands statliga torvindustri, ingenjör Konrad Peterson. Han hade stor erfarenhet av maskintorvtillverkning och arbetade därför i hög grad med de svenska statsmossarna. I redogörelsen noteras att ”båda ha studerat Rysslands högt utvecklade torvindustri […] Åtskilliga ryska erfarenheter ha […] beaktats vid konstruktion av nya anordningar”.

## Statsmossarna
I avsikt att bidra till bränsleanskaffningen utöver brikettillverkningen satte bolaget 1941 igång med maskintorvtillverkning på ett 10-tal mossar som tillhörde staten, de så kallade statsmossarna. Den ursprungliga planen var att använda fräsmetoden även här, men på grund av problemen med drivme[1]del fick denna plan överges. Ett 40-tal maskintorvverk av typen Åkerman 10 anskaffades. Envalls- och Aseagrävare kom också att användas.
Uttransport av de avkapade torvbitarna från torvverket skedde på ”lapp” via linbanor. De delade torvstyckena skulle placeras ut på torkningsfält, vändas och kupas för att torka och sedan stackas.
Även här var bristen på arbetskraft en stor utmaning. I ett styrelseprotokoll från 1946 nämns att ”vid statsmossarna förefinnes en brist på 1000 arbetare (män, kvinnor och barn)”.
Den första mosse som togs i anspråk var Hästhagen vid Vislanda, och här beslöt bolaget att även göra en del experiment och undersökningar. Bland annat bedrevs här såväl brytning av sticktorv (i liten skala), maskintorv och frästorv, även om maskin[1]torven dominerade. Även i Förarp förekom experimentell verksamhet med kolning av torv i mila senare under 1950-talet.
Driften vid statsmossarna bedrevs som ”legodrift” åt staten, representerad av Statens Bränslekommission, men avvecklades den 31 mars 1947 genom att bolaget enligt proposition nr 308:1947 förvärvade rörelsen. Därefter bedrev bolaget torvupptagning i egen regi ytterligare några år, fram till 1949 eller i några fall 1951.
Statsmossarna som omnämns i en sammanställning från 1947 var Hästhagen (Vislanda), Tyka myr (Duvhult), Stänges-Forell (Källeryd), Förarp (Ryssby), Lagge-Jonstorp (Vargön) och Balkarp (Nöttja). Ett kontor i Jönköping administrerade statsmossarna och deras bokföring med mera. Jönköpingskontoret lades ner i januari 1948 och bokföringen sammanfördes till ett system i Sösdala, enligt styrelseprotokoll från 1948-01-20.
Den statliga involveringen i torvindustrin var inte utan kritik från den privata sektorn. Bland annat anfördes att staten borde understödja befintliga maskintorvsfabrikanter istället för att bedriva verksamhet som uppfattades som konkurrerande, och att investeringarna i de olika statsmossarna många gånger sköttes inkompetent, irrationellt och var felsatsade skattepengar.

## Internationella kontakter
AB Svensk Torvförädling hade, framför allt efter kriget, ett utbyte med flera olika länder. Redan 1946 kom besökare från Sovjetunionen, Irland, England, Frankrike och Finland. I ett protokoll från detta år noteras: ”I fråga om utlämnandet av ritningar uttalade styrelsen, att nödig försiktighet skall iakttagas, så att icke andra firmors (exempelvis Peco) berättigade intressen skadas. F.ö. har bolaget inga hemligheter. Det är önskvärt, att bolaget bereder jordmånen för framtida samarbete med andra länder på torvområdet”.
Samma år började planeras för att få en studieresa till Ryssland att komma till stånd, och det skulle bli flera under de kommande decennierna. En del maskiner, bland annat ett lok, inköptes från Ryssland och i gengäld konstruerades hundratals torvmaskiner efter ritningar från Sösdala av Örgryteverken för export 1949.
Olle Uddgren värnade om det internationella samarbetet och kunskapsutbytet under hela sin tid i AB Svensk Torvförädling och var en av grundarna till International Peatland Society, som är verksamt än idag.

## Forskningsverksamheten
Torkningen av torven var ett stort problem på grund av väderberoendet. Forskningsverksamheten kom därför i hög grad att sysselsätta sig med frågan om artificiell avvattning av torven. En forskningsavdelning inrättades till en början på Ingenjörsvetenskapsakademiens försöksstation i Stockholm.
Civilingenjör Arne Westlin ledde arbetet som utfördes av 4-5 personer. Ett flertal olika metoder provades, se vidare ”Avvattningsforskningen vid AB Svensk Torvförädling i Sösdala 1948-1964” av Olle Uddgren. Den metod som konstaterades vara mest lovande var laboratorieförsök med upphettning av torv till högt tryck och hög temperatur i nickelautoklav, så kallad våtkolning. Den våtkolade torven avvattnades därefter i laboratoriepressar. 1951 beslöts därför att forskningsarbetet skulle inriktas på att utveckla våtkolningstekniken.
Ett forskningslaboratorium, ritat av Klas Anshelm, uppfördes i korsningen Tunavägen/Tornavägen i Lund och invigdes 1951. Civilingenjör Per Bering ledde forskningsarbetet 1951-1956 och personalstyrkan utökades till 25-30 personer. 1957 tog civilingenjör Sven-Erik Hägglund över som forskningschef. 
Flera pilotanläggningar för våtkolning byggdes i Sösdala i skala 1:10 av en fullstor industrianläggning. Det fanns vid denna tid inte mycket apparater att tillgå på marknaden, så mycket av maskineriet fick konstrueras. Metoden som utarbetades beskrivs närmare i ”Våtkolning av torv” som AB Svensk Torvförädling gav ut 1960.
Mot slutet av 1950-talet tog bolaget kontakt med Borsig, Berlin för att projektera en industriell anläggning för våtkolning, mekanisk avvattning och brikettering av torv. Denna skulle eventuellt inte placeras i Sösdala då torvtillgången på Store Mosse nu var bristfällig. Någon nybyggnation kom emellertid aldrig till stånd. Istället togs beslut om att lägga ner forskningsverksamheten 1961. Intresset för torv hade minskat då det fanns alternativ som var billigare. Laboratoriet i Lund (med fastighetsbeteckning Tegelstenen 4) såldes till Lunds universitet 1962. Kostnaderna för forskningsverksamheten ska ha uppgått till 10-12 miljoner kronor under hela verksamhetsperioden.
Sedermera har påpekats att metoden med våtkolning för med sig en betydande miljöbelastning i form av förorenat vatten.

## Utveckling under 1950-talet och övergång till odlingstorv på 1960-talet
Kring 1955 var produktionen av briketter i Sösdala som störst, cirka 70 000 ton per år. 250 000 ton frästorv och 100 000 ton maskintorv var toppnoteringarna på mossarna. Mycket hade hänt på de drygt 15 åren sedan produktionen startade. I artikeln ”Utvecklingen av frästorv- och brikettillverkningen vid AB Svensk Torvförädling, Sösdala” redogör kamrer Per Hederström för framstegen.
Här nämns att av de ursprungliga maskinerna, som beskrivs i boken Sveriges bränntorvindustri 1940-1946, så återstod bara ett fåtal förbättrade typer, såsom transportörer, lok och dikningsmaskiner. Alla andra hade bytts ut mot större och driftsäkrare konstruktioner. Bland de nya uppfinningarna märktes särskilt en lastnings- och stackläggningsmaskin med stor kapacitet. Man försökte också minska antalet olika typer av traktorer och maskiner för att reducera behovet av lagerhållna reservdelar och förenkla reparationer.
Under slutet av 1950-talet minskade produktionen på grund av minskad efterfrågan av fast bränsle, innan den slutligen upphörde 1968. Frästorven kom emellertid till ny användning som jordbruksprodukt, och började säljas 1965 under namnet Kronmull (en parallell till kronbriketterna). Frästorven för jordbruksändamål såldes både med och utan gödseltillsats och företaget uppförde eget växthus för provodlingar. I samband med omställningen minskade personalbehovet och orsakade en del uppsägningar.
1969 drabbades Store Mosse av en katastrofartad mossebrand som innebar slutet på torvbrytningen där. Den pågick i flera veckor och var mycket svårsläckt. Torven kom istället att hämtas från Rönneholm och andra närliggande mossar. En ny fabrik för lösmull uppfördes också i Rönneholm.
Nils Wahlquist (1922-1995) övertog rollen som VD efter Olle Uddgren under perioden 1968-1975. Därefter kom Uddgren tillbaka, och ersattes vid sin pensionsavgång 1981 av Reidar Pettersson (1934-2016).

## Torvfrågan aktualiserad under oljekriserna och bolaget omorganiseras
Från 1975 och framåt aktualiserade oljekriserna frågan om den inhemska energiproduktionen. Nämnden för energiproduktionsforskning (NE) inrättades 1975 och resulterade i ett flertal rapporter och utredningar kring torvanvändande. Fram på 1980-talet började miljöaspekten av torvfrågan uppmärksammas samtidigt som oljepriserna föll. Koldioxidfrågan hade ännu inte gjort sitt inträde i debatten.
1976 gjordes en omstrukturering i AB Svensk Torvförädling, då en namnändring till Svenska Torv AB skedde. Samtidigt fördes det gamla namnet över till ett dotterbolag, fast med AB på slutet, Svensk Torvförädling AB. Från 1975 fanns även dotterbolaget Kronmull AB.
1981 bytte Svenska Torv AB namn till Svenska Torv Skåne AB. Detta beror på att 1981 sålde Statsföretag AB sina aktier i Svenska Torv Skåne AB som blev ett helägt bolag under domänverket genom Domänföretagen AB. En omstrukturering gjorde att dotterbolaget Svenska Torv Skåne AB blev dotterbolag till nyinrättade Svenska Torv AB i Falun. Kronmull AB kvarstannade som dotterbolag till Svenska Torv Skåne AB medan Svensk Torvförädling AB överläts till Svenska Torv AB.
1986 förefaller Kronmull AB ha övertagit verksamheten från Svenska Torv Skåne AB. Samtidigt sålde Domänföretagen AB bolagen och den statliga involveringen försvann alltså helt.

## Arkivet från AB Svensk Torvförädling
Under 2017 fick dåvarande Landsarkivet i Lund (numera Riksarkivet) kunskap om arkivets existens och hotade belägenhet. Några månader senare träffades överenskommelse om att torvarkivet skulle skänkas till Landsarkivet från Econova, som då ägde de gamla lokalerna i Sösdala. Ordnings- och förteckningsarbete av arkivet genomfördes under åren 2019-2021.

### Arkivkällor
Källor hämtade ur arkivet efter AB Svensk Torvförädling som förvaras på Riksarkivet i Lund (se t ex ”historik” i serie F 10):
- ”Från Svensk torvförädling till Kronmull AB – milstolpar i ett halvsekels utveckling” (1989)
- ”Redogörelse för bolagets verksamhet under tiden 31 maj 1944 – 27 augusti 1945”.
- Uddgren, Olle (1967): ”PM angående torvbolagets målsättning”.
- Uddgren, Olle (1974): ”Peat production in Sweden”.
- Uddgren, Olle (odat): ”Avvattningsforskningen vid AB Svensk Torvförädling i Sösdala 1948-1964”.

### Artiklar och böcker
- Hederström, Per (1957). ”Utvecklingen av frästorv- och brikettillverkningen vid AB Torvförädling, Sösdala”. Beten, vallar, mossor (Vall- och mosskulturföreningen) (Nr 4-5).

- Johansson, Sven-Eve och Elisabet (2020). ”Kolning av torv i mila”. I Värend och Sunnerbo (Kronobergs läns hembygdsförbund) (2020:4).

- Kåreby, Erik (1942). ”Det statliga torvbolagets verksamhet”. Teknisk tidskrift (Svenska teknologföreningen) (Häfte 1).

- Runefelt Leif, red (2008). Svensk mosskultur: odling, torvanvändning och landskapets förändring 1750-2000. Stockholm: Kungl. skogs- och lantbruksakademien. Libris 10898822. ISBN 9789185205479

- Sveriges bränntorvindustri 1940-1946. Sösdala: Aktiebolaget Svensk Torvförädling. 1948. Libris 799921

- Uddgren, Olle (1998). ”Torv i Sverige - starten”. Bioenergi (Bioenergi förlags Befab AB) (Nr 5). http://www.novator.se/bioenergy/BE9805/torv.html.

- Våtkolning av torv: [en redogörelse för forsknings- och utvecklingsarbetet vid AB Svensk torvförädling under åren 1951-1960]. Lund: Sv. torvförädling. 1960. Libris 835572